# Tekkaman: The Space Knight
Tekkaman: The Space Knight (яп. 宇宙の騎士テッカマン Утю: но киси тэккаман) — научно-фантастический аниме-сериал, выходивший в 1975 году в 19:00 на телеканале TV Asahi. На основе концепции оригинальной истории были также сняты ремейк «Космический рыцарь Теккамен Блейд» (Star Knight Tekkaman Blade) в 1992 и «Космический рыцарь Теккамен Блейд OVA» (Star Knight Tekkaman Blade OVA) в 1994.

## Сюжет
Действие фильма происходит в XXI веке. Земля находится в кризисном состоянии, ресурсы истощены, экология планеты ухудшается с каждым годом, остро встала проблема перенаселения. Международное правительство, принимает решение отправить научный десант к далеким звездам с целью подыскать человечеству другую планету, более подходящую для жизни. Однако едва покинув пределы Солнечной системы корабль-разведчик подвергается атаке агрессивно настроенных инопланетян, которые расправившись с ним приступают уничтожать инфраструктуру землян на близлежащих планетах. Единственным адекватным ответом становится изобретение гениального робототехника, представляющее собой, единый боевой комплекс: робота «Пегаса» и человека облаченного в технологическую броню (получившего название Теккамен). И этим человеком становится пилот-испытатель Минами.

## Издания и переиздания
- В 1992 году вышел ремейк «Космический рыцарь Теккамен Блейд» (для показа по ТВ) продолжительностью 49 серий.
- В 1994 году вышел ремейк «Космический рыцарь Теккамен Блейд» (OVA), продолжительностью 6 серий.
- В 1984 году права на мультсериал перекупил американский продюсер Уильям Винклер[1], который переиздал его в США в версии двух полнометражных мультфильмов по полтора часа (каждый). При этом были изменены имена некоторых героев и удалены ряд сцен содержащие насилие.